# Derviş Eroğlu
Derviş Eroğlu (Famagosta, 7 marzo 1938) è un politico cipriota di etnia turco cipriota.
Dall'aprile 2010 all'aprile 2015 è stato presidente di Cipro del Nord, terzo uomo a ricoprire questa carica e successore di Mehmet Ali Talat.
Precedentemente è stato più volte primo ministro di Cipro del Nord: dal luglio 1985 al gennaio 1994, dall'agosto 1996 al gennaio 2004 e dal maggio 2009 all'aprile 2010.
È rappresentante del partito conservatore e filo-turco UBP (Ulusal Birlik Partisi).